# Елена Ботева
Елена Ботева (20 април 1929 - 15 август 2019) е българска художничка, която работи в областта на живописното изкуство.

## Биография
Родена е в гр. Севлиево, скоро след това семейството ѝ се премества в София, където тя израства, живее и работи. Започва да рисува, повлияна от творчеството на дядо си – художника живописец Никола Тахтунов.
В първите си творчески изяви в детска възраст е насърчавана от художника илюстратор Георги Атанасов, близък приятел на семейството, а след това изучава портретна живопис и натюрморт последователно при художниците доц. Боян Петров и Борис Иванов.
Завършва Художествената академия в София, специалност живопис в класа на проф. Панайот Панайотов през 1964 година.
Членка е на Съюза на българските художници.
| „ | Творческият свят на Елена Ботева е изтънчен и изискан, а от живописта ѝ струи любов и светлина. Очарователните автопортрети, портрети, пейзажи, интериори, натюрморти и цветя са изпълнени с привидна лекота и по един ненатрапчив начин, лишени от агресивност, ни завладяват. Озарени, одухотворени и открити, образите ѝ докосват и вълнуват в един прям диалог със зрителя. Живописта за нея е обяснение в любов към обаянието на едно лице и магнетизма на една личност, или изповед пред естествената красотата на природните пейзажи, пред градския чар на откритите пространства наоколо и интериорите, които обитаваме. Всяко от платната на Елена Ботева освен приятно преживяване е и един своеобразен урок по естетика. Цялото изящество и финес в творбите ѝ, цялата нежност на нейната осанка са вътрешно заредени с нещо, което бих нарекъл просто чистота. | “ |

## Творчество
Елена Ботева има многобройни изяви и над 190 участия в общи художествени и групови изложби в страната, а също и в представителни изложби на българското изкуство в Германия, Словения, Белгия, Русия, Монголия, САЩ и др. За изкуството ѝ Съюзът на българските художници пише, че „нейните портрети, пейзажи и натюрморти са наситени с много вътрешна красота и обаяние“.
Организира 4 самостоятелни изложби:
- 1997 – Градска художествена галерия – гр. Добрич
- 2004 – гр. София, Художествена галерия на Съюза на българските художници, ул. Шипка № 6
- 2009 – юбилейна изложба (10 – 30 юли), гр. София, Художествена галерия на Съюза на българските художници, ул. Шипка № 6
- 2014 – юбилейна изложба (3 – 18 октомври), гр. София, Художествена галерия на Съюза на българските художници, ул. Шипка № 6

Нейни творби са притежание на:
- Националната художествена галерия в гр. София
- Софийската градска художествена галерия
- галериите в Добрич, Шумен, Търговище, Велико Търново, Кърджали, Плевен, Враца и др.
- частни колекции в България, Гърция, Германия, Италия, Испания, САЩ, Канада, Израел и др.

## Награди
Има 6 награди за живопис от национални изложби.